# Mats Wedin (botaniker)
Mats Wedin, född 1963, är en svensk botaniker och professor vid Naturhistoriska riksmuseet.
Wedin leder en forskargrupp som arbetar med lavar och andra svampars biodiversitet, där han och hans grupp studerar frågor kring systematik, evolution och biologi.